# ایستگاه ومبلی شمالی
ایستگاه ومبلی شمالی یک ایستگاه از خط بیکرلو و از خطوط متروی لندن است.که در منطقه ومبلی قرار دارد و در ۱۵ ژوئن ۱۹۱۲ افتتاح شده‌است.

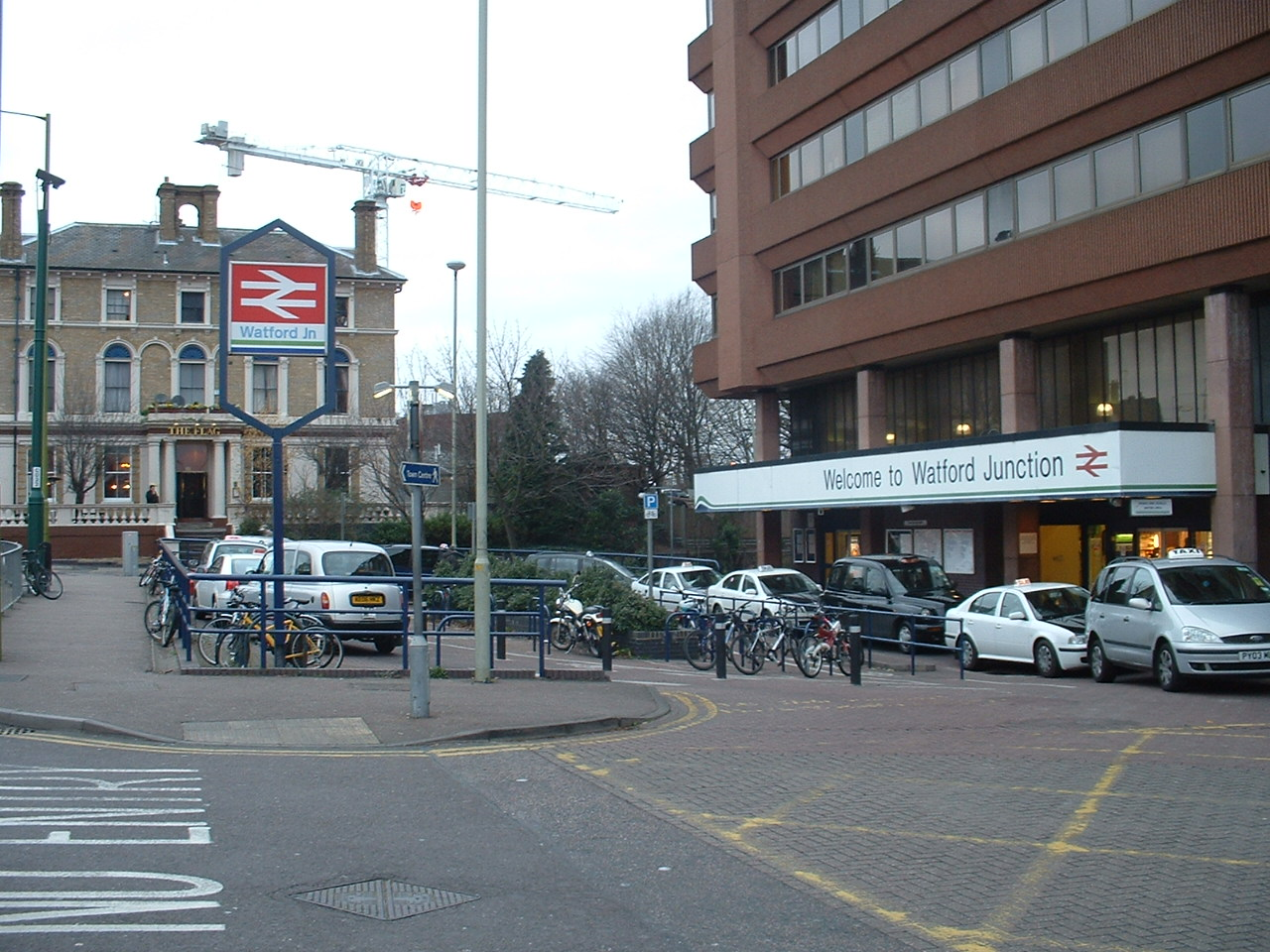